# Michael Hirte

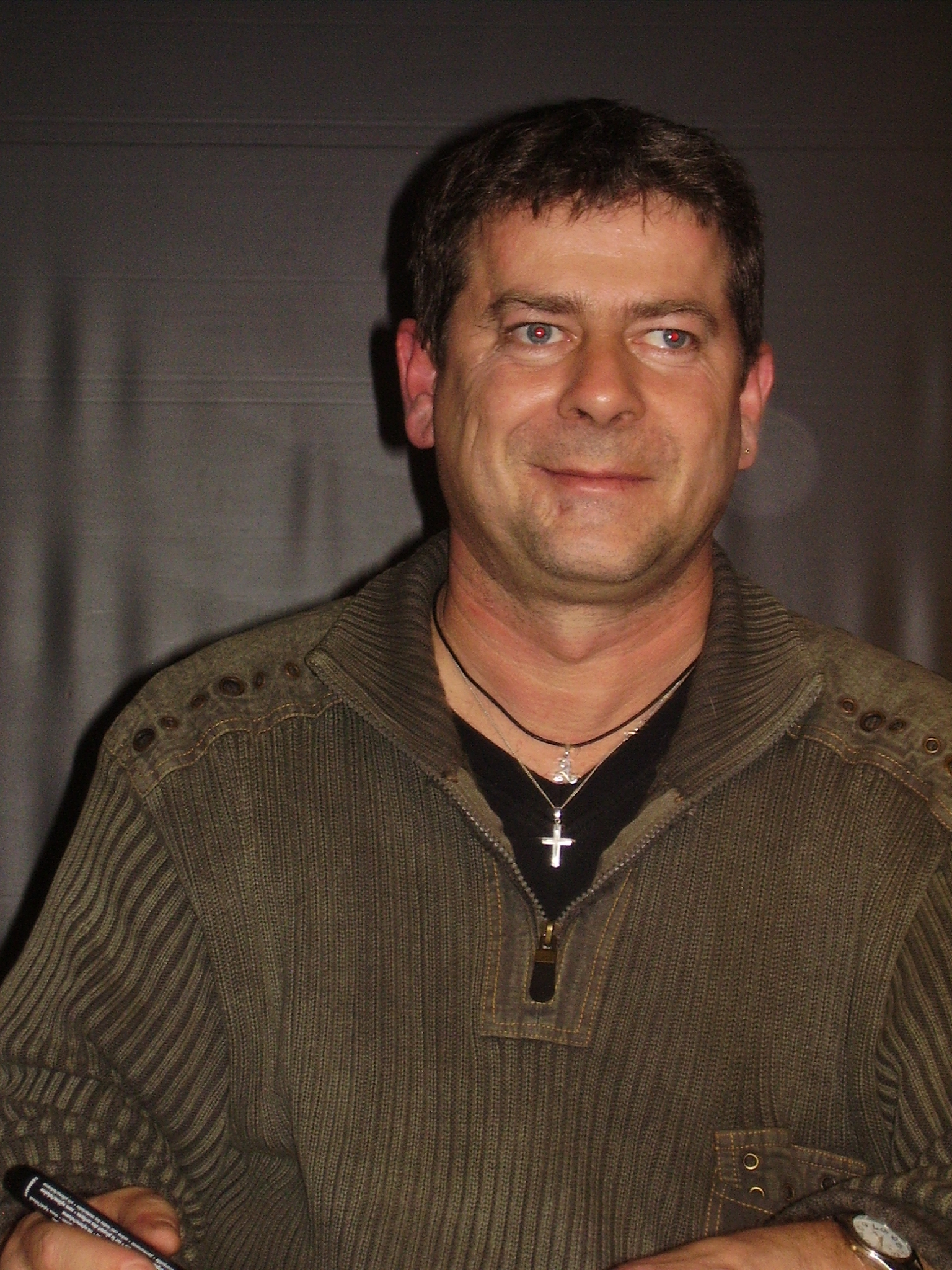
Michael Hirte

Michael Hirte (Spremberg, 10 oktober 1964) is een mondharmonicaspeler uit Duitsland. Hij verwierf bekendheid met zijn optreden in de Duitse televisieprogramma Das Supertalent.

## Levensloop
Hirte groeide op in Lübbenau en woont nu in Kartzow bij Potsdam. Hij werkte oorspronkelijk als vrachtwagenchauffeur. Na een ernstig ongeval in 1991 lag hij twee maanden in coma en werd hij aan het rechteroog blind en kreeg een mank been. Hij werd werkloos en trad op als straatmuzikant. Op 30 november 2008 werd hij na zijn optreden met de titel Ave Maria met meer dan 72 procent van de stemmen het Super Talent 2008 en kreeg een prijs van € 100.000.
Op 5 december 2008 is zijn eerste album, getiteld Der Mann mit der Mundharmonika, verschenen. Het bereikte de nummer-één positie in de Duitse albumcharts.

## Discografie

### Albums
- 2008: Der Mann mit der Mundharmonika
- 2009: Der Mann mit der Mundharmonika 2
- 2010: Die schönsten Filmmelodien
- 2011: Der Mann mit der Mundharmonika 3
- 2012: Liebesgrüsse Auf Der Mundharmonika
- 2013: Liebesgrüsse Auf Der Mundharmonika (Special Edition) (2 CD's+1 DVD)
- 2014: Traumreise auf der Mundharmonika
- 2015: Sehnsuchtsmelodien – Die größten Hits zum Träumen
- 2017: Ave Maria – Lieder für die Seele
- 2018: Duette
- 2019: Unsere schöne Heimat

Greatest Hits/Compilations albums:
- 2014: Best Of - Die schönsten Melodien
- 2018: Gelacht, geweint, gelebt - 10 Jahre Michael Hirte (2CD's)

Kerstalbums:
- 2009: Einsamer Hirte und die schönsten Weihnachtslieder
- 2013: Mein Weihnachten - (2CD's)
- 2016: Frohe Weihnachten